# Concerto per pianoforte e orchestra n. 1 (Mozart)
Il concerto per pianoforte e orchestra n. 1 è una composizione di Wolfgang Amadeus Mozart, ultimata nel 1767.

L'opera segna il passo successivo a quello della trascrizione per un organico più "ampio" delle tre sonate di Johann Christian Bach, compiuto dal piccolo Mozart, rappresentato dai quattro concerti per pianoforte e orchestra K 37, K 39, K 40 e K 41, composti tra l'aprile e il luglio 1767, a Salisburgo.
I quattro concerti sono lavori basati su materiale (per clavicembalo) di altri compositori, tanto che lo stesso Leopold non li inserì nel catalogo delle opere del figlio, redatto nel 1768, in quanto forse rappresentavano parte di quel repertorio che il giovane Mozart avrebbe dovuto eseguire nel giro dei suoi successivi concerti a Vienna. Al contrario, Köchel li classificò come opere originali, e perciò occupano ancora i primi quattro posti nella serie da 1 a 27 dei concerti per pianoforte e orchestra (che perciò sarebbero in realtà 23).
Per quanto riguarda il Concerto per pianoforte e orchestra n. 1 in Fa maggiore K 37, il passaggio dal tempo di sonata al concerto si basa soprattutto sull'aggiunta del tutti orchestrale: ai due violini ed al basso si aggiunge la viola, due oboi e due corni. La struttura rimane quella della sonata sia dal punto di vista strutturale che da quello tematico.
Il concerto è così strutturato:
- il primo movimento è tratto dall'Allegro della Sonata n. 5 di Hermann Friedrich Raupach, op. 1;
- l'andante centrale, secondo l'ipotesi non confermata di de Wyzewa-de Saint Foiz da un Andante di Johann Schobert;
- il finale dal primo tempo della Sonata op. 2 n. 3 di Leontzi Honauer.

Il tutti iniziale è ricavato dai due soggetti del tempo di sonata, ma non in maniera del tutto imitativa, in quanto si intravedono degli spunti che raggiungono il culmine nel tutti situato tra l'esposizione e lo sviluppo e in quello conclusivo del movimento.
Se nel primo movimento il ruolo della cadenza ancora non è esplicito, nel terzo, la preparazione ad essa è realizzata in maniera compiuta, attraverso una nuova figurazione introdotta dal solista accompagnato dall'orchestra.